# 德國—越南關係
越南—德國關係或德國—越南關係（德語：Deutsch-vietnamesische Beziehungen）是指德国与越南历史上与现代的双边关系，现阶段则通常指德意志联邦共和国与越南社会主义共和国的双边关系。两国皆有過因冷战导致国土分裂的歷史，期间，同处于共产主义阵营的东德与北越于1954年12月8日确立正式外交关系；而处于西方集團的西德则于1955年12月5日承认越南共和国并确立大使级外交关系，南越覆亡后当年的9月23日，西德与北越确立外交关系。兩德統一后，德、越双边关系得到了进一步发展，2011年，两国更建立「战略伙伴关系」。

## 历史
在第一次世界大战期间，作为協約國一员的法国与同盟国的德意志帝國处于敌对状态。因此，位于今越南的法属印度支那政府也驱逐了居住在法属印度支那的所有德国侨民，并没收了印度支那全境所有的德国企业。与此同时，一些越南人也参加了法国外籍兵团，并被法国政府派到欧洲前线对抗德军。而在第二次世界大战期间，因纳粹德国占领法国，一些留在法国的越侨也被迫为德国国防军效劳，直到法國獲得解放。
越南1945年脱离法国独立后，因1954年的日内瓦会议导致分裂，北部由奉行共产主义的越南民主共和国（北越）统治，而南部则先后由奉行反共主义的越南国及越南共和国（南越）统治；而德国则因为同盟國軍事佔領导致分裂，西部由处于西方集團的西德、东部则为东方集团的东德统治。北越得到了包括东德在内的东方集团各国承认，东德曾在第一次印度支那戰爭期间向北越派出了军事顾问，并于1954年12月与北越确立大使级外交关系。在越南战争期间，东德政府支持北越抵抗美国的军事行动，并为北越提供了资金、医疗援助，而北越政府也不承认西德，并支持东德对抗西德。
1955年12月，西德给予南越外交承认，随后两国建交并互设大使馆，在越南战争期间，西德总理路德维希·艾哈德拒绝向越南战场派遣军队，而是给予南越一定的人道主义援助，德国医疗船“黑尔戈兰号”曾在西贡与岘港停留数年；西德还在南越顺化、崑嵩、会安等地建造了医院，治疗了数万名越南平民。但一些西德青年反對美國在越南發動戰爭，他们走上街道抗议，谴责越南戰爭的野蠻性與納粹德國的罪行相当。
1975年，南越覆亡，西德与南越的外交关系自然终止。当年的9月23日，西德承认北越并确立外交关系，这一天也被现代越南与德国视为两国邦交开始之日。不过因为西德在意识形态领域与越南相异，当时的越南政府仍然着力于发展与东德的外交关系，在1979年的中越战争期间，东德与其他苏联卫星国一同谴责了中国的军事行动，并支持越南。
随着越南实施革新开放政策，以及兩德統一，冷战结束，越、德双边关系得到了进一步发展。2011年10月，德国总理默克尔出访越南期间，得到了越南总理阮晋勇的接见，两国还签署了《战略伙伴协定》并建立越、德「战略伙伴关系」。

## 经济联系

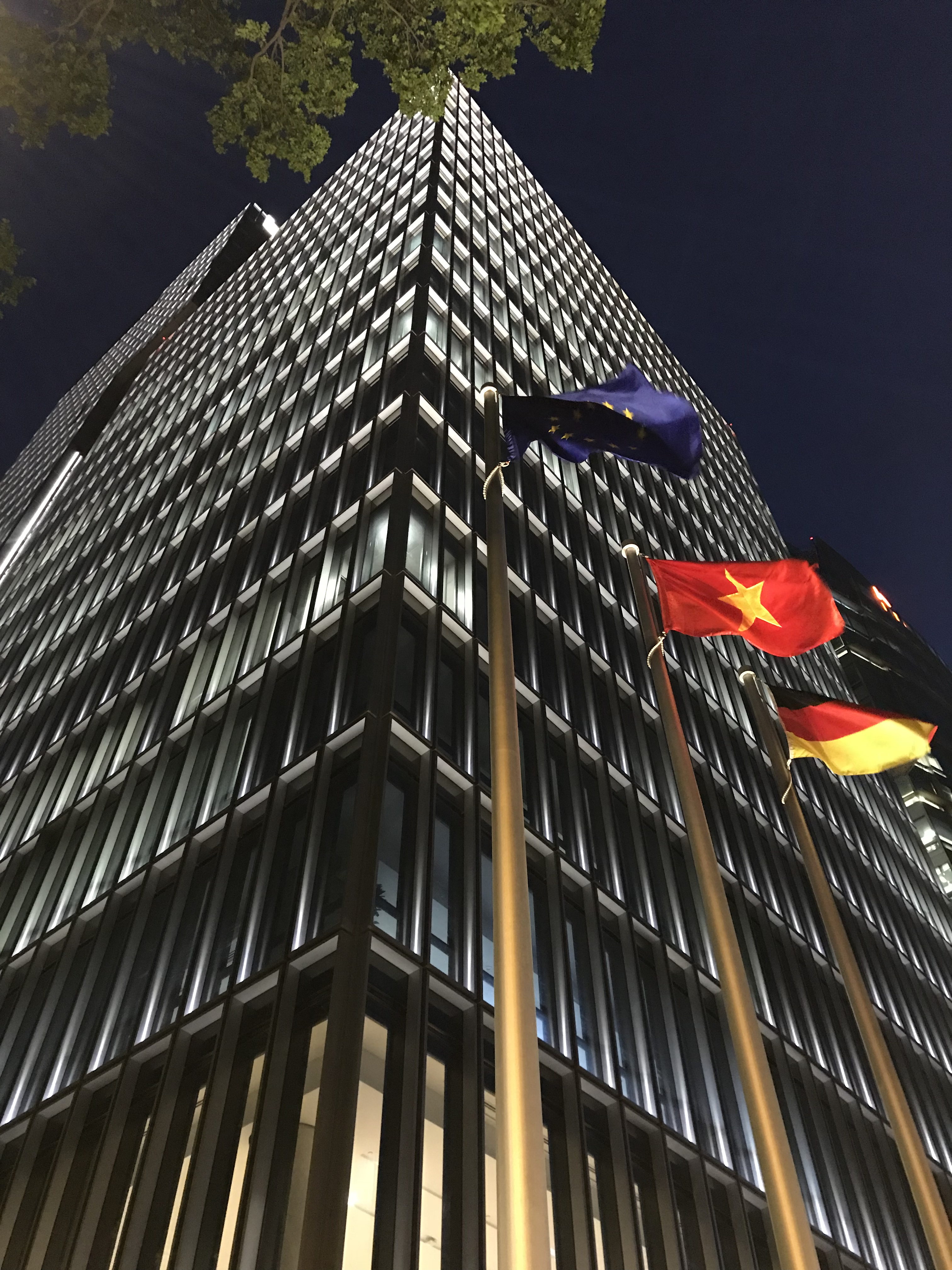
胡志明市德意志中心的夜景。除了德国驻越南总领事馆和签证中心以外，这座建筑还容纳了德国对外贸易商会

德国为欧盟最大的经济体，实力强劲，产业基础雄厚；2021年，越、德双边贸易额已经突破110亿美元，德国也是越南在欧洲最大的贸易伙伴，并被越南政府视为本国产品进入欧洲的重要门户。德国也支持越南与欧盟签署自贸协定；2020年8月，越南与包括德国在内的国家签署的《歐盟與越南自由貿易協定》生效，越南媒体对此指出，越欧自贸协定将有助于越南应对逆全球化和贸易保护主义、加强与欧盟的全面合作伙伴关系、并更加有效地吸引德国的外资和先进技术。
自革新开放以来，越南经济蓬勃成长，越南政府也致力于吸引外资，加之政局稳定；德国也视越南为东南亚最具潜力的市场之一。截至2022年8月，德国在越南共有431个投资项目，总额达23.1亿美元。其中也不乏像西门子、博世及梅賽德斯－賓士之类具有一定知名度的德国企业在越南设立项目。另一方面，VinFast等一些越南企业也开始走出越南，在德国开展业务，并有兴趣拓展销售网络。

## 人文交流

### 旅行与簽證

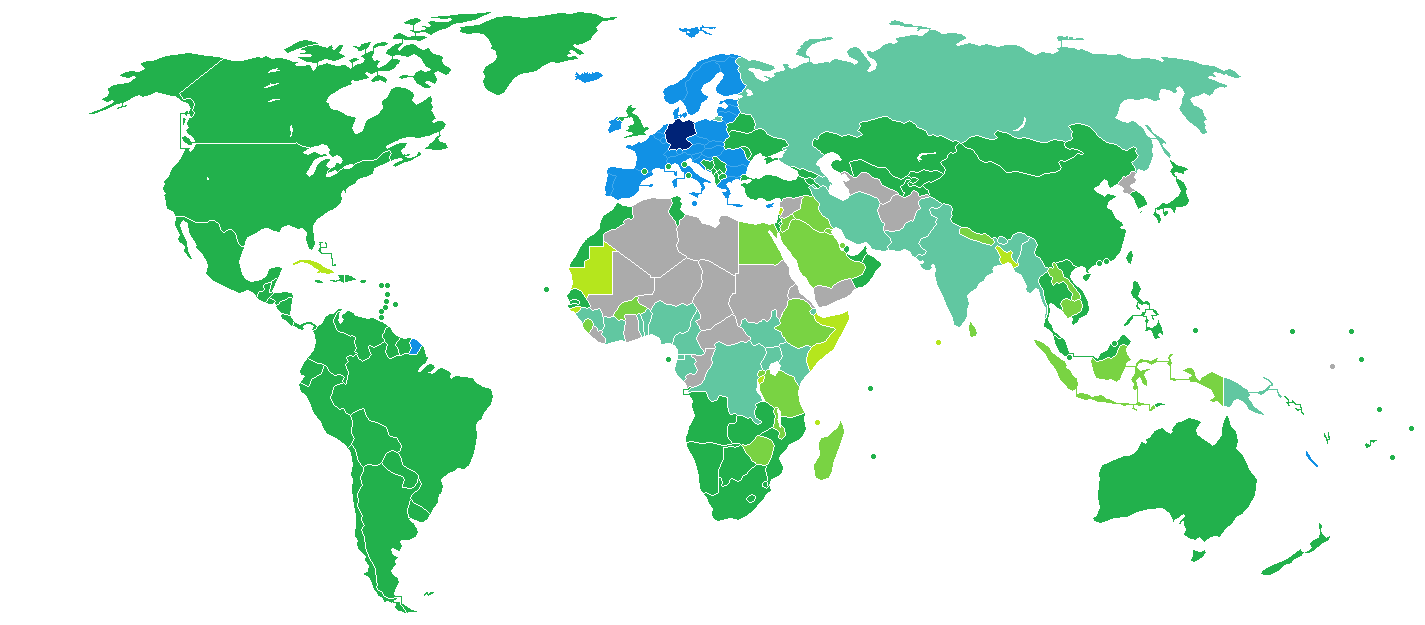
持歐盟的德國護照之德國公民簽證要求分布圖：入境越南可以免簽證。

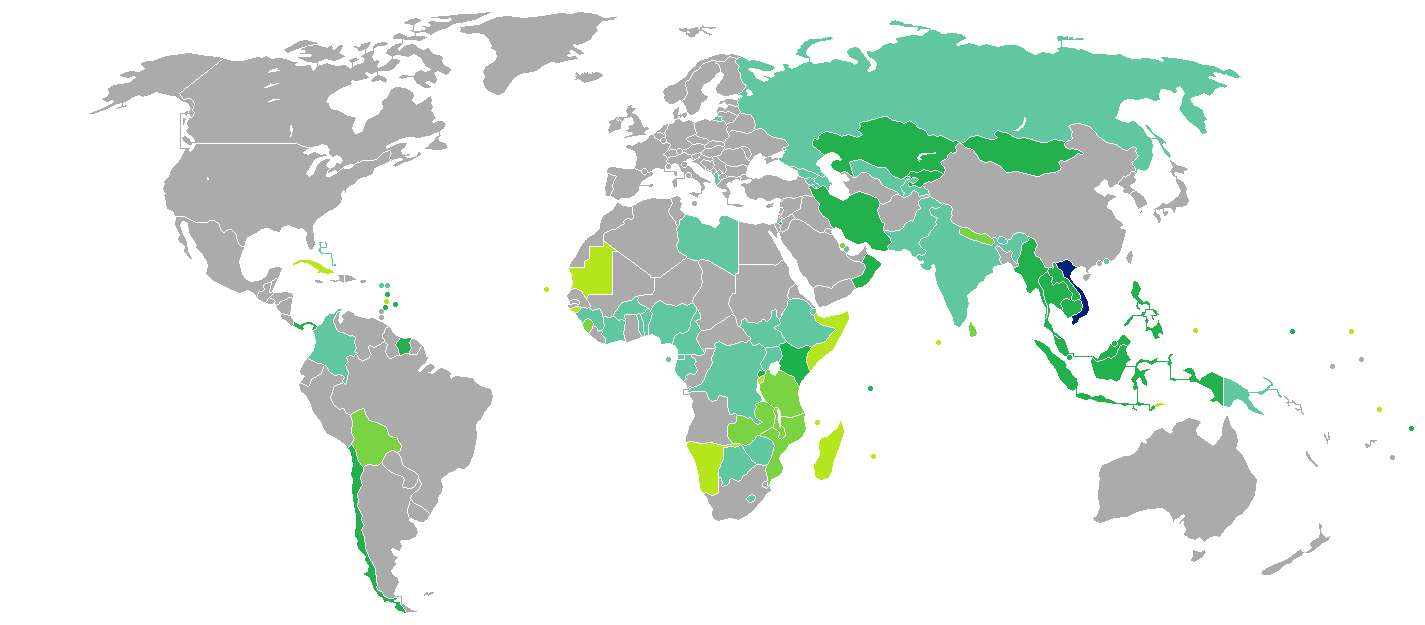
持越南護照的越南公民簽證要求分布圖：入境德国必须申请签证。

基于促进本国旅游业的发展的需要，越南政府单方面给予持德国护照的德国公民免签证入境待遇，可停留最多15天。2023年8月，免签停留日期从15天延长至45天。而越南公民则必须提前申请签证方可入境德国。

### 援助
早在冷战期间，东德就已经给予了当时的北越一定的人道主义援助，东德农业专家帮助越南开发了不少优良的农产品品种；西德与越南建交后，开始给以越南发展援助。现今，德国已经成为越南重要的开发援助来源国之一，自1990年以来，德国已经向越南提供了超过20亿美元的开发援助，更于2019年跃居越南第三大开发援助来源国，仅次于日本及法国。

### 教育合作

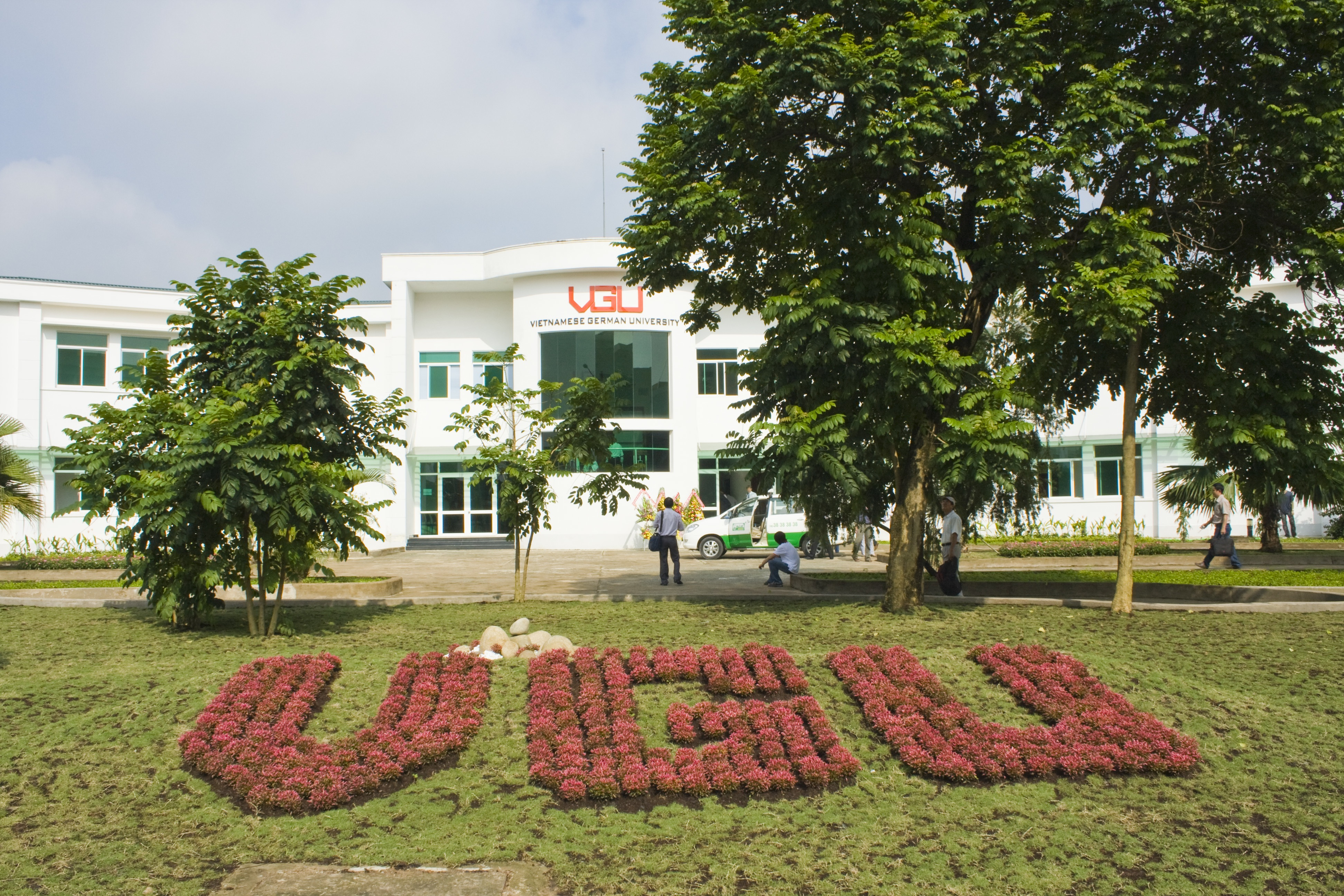
位于胡志明市的越德大学

在冷战期间，东德曾经接受不少越南留学生就读。兩德統一后，德、越两国仍然维持着紧密的教育合作联系，德国政府定期向成绩优异的越南大学生提供奖学金，并与越南一些省份签署教育留学合作备忘录，以支持他们前往德国深造，截至2022年，德国国内约有7,000名越南留学生就读；另一方面，在越南国内，德语不仅在大学被教授，自2007年5月起也开始被纳入越南河内市、胡志明市及海防市等地的一些初、高级中学的教学体系，成为越南中学生的必修外语之一，2021年更列入越南小学教育的第一外语；两国也拥有多个合作办学项目，越、德两国政府于2002年合作在河静省创办了越德技术高等专科学校；2008年9月，两国在胡志明市合办了本科层次的越德大学，该大学采用德国教育模式，并被越南政府视为两国教育合作的代表项目，2020年9月，两国政府签署协议，同意扩建越德大学。2022年11月，德国总理蕭茲访越期间，两国签署职业培训领域的合作协议，德国将帮助越南培养应用型人才，并在越南的教育领域发挥更重要的作用。

### 侨民
早在20世紀50年代，東德就開始接受北越的學生到東德接受培训，1980年4月，东德政府与越南政府签署协议，准许本国企业聘用、培训越南籍员工，越南籍外劳开始进入东德工作，据1989年的统计，东德60%的外籍劳工为越南籍。兩德統一后，部分越南移工留在德国。另一方面，在越南战争结束后，一些越南人逃离了被共产主义政权占领的南越，沦为难民，并得到了西德政府的收留，至20世纪80年代末，西德方面陆续接收了数万名越南船民。他们被西德政府安置在各地，并得到了政府救济与就业辅导，以帮助他们融入西德社会。两德统一前夕，西德大约有33,000名越南移民，他们后来大都较好地融入了德国社会，并建立了自己的社团。

## 司法
2016年，越南公安部在通缉逃到德国的越南油气安装股份总公司原董事长郑春青，并求助国际刑警组织追查。2017年，郑春青返回越南国内，并在2018年2月因侵吞资产罪被判无期徒刑。德国外交部称越南政府“绑架”郑春青回国，并指责越南“侵犯了德国的领土权利”，同时下令驱逐多名越南驻德外国官员。但是越南方面则强调他是回国自首。德国还禁止越南人前往德国调查。尽管其后紧张局势有所缓和，但德国官员对越南同行仍持怀疑态度和不信任态度。